# 酸化ヨウ素(V)
酸化ヨウ素(V)（さんかヨウそ、英: Iodine pentoxide）はヨウ素酸の無水物で、化学式I2O5で表される無機化合物。無水ヨウ素酸、五酸化二ヨウ素とも呼ばれる。

## 製法
乾燥した空気中で、ヨウ素酸を200℃に熱して脱水することにより得られる。
{\displaystyle {\ce {2HIO3 -> I2O5\ + H2O}}}

## 構造
ヨウ素-酸素-ヨウ素の角度は139.2°であるが、分子は鏡面ではないため分子対称性はC2v対称ではない。ヨウ素原子から終端の酸素原子までの間は1.80Åで、二つのヨウ素原子をつなぐ酸素原子までの間は1.95Åである。

## 反応
強い酸化性を持ち、室温で一酸化炭素を二酸化炭素に容易に酸化させる。
{\displaystyle {\ce {5CO\ + I2O5 -> I2\ + 5CO2}}}
この反応により、気体試料中の一酸化炭素濃度を測定することができる。
酸化ヨウ素(V)は、三酸化硫黄やビス(フルオロスルフリル)ペルオキシド{\displaystyle {\ce {S2O6F2}}}と、ヨージル塩{\displaystyle {\ce {[IO2^+]}}} を形成する。硫酸とはヨードシル塩{\displaystyle {\ce {[IO^+]}}}を形成する。
通常の条件では安定している。275℃以上で酸素とヨウ素とに分解が始まり、生成したヨウ素により褐色に変色する。日光により同様に分解する。
塩化水素との反応で、水と三塩化ヨウ素を生じる。硫化水素とは激しく反応し、ヨウ素、ヨウ化水素、硫黄、水を生じる。

## 安全性
日本の消防法では、危険物第一類に分類される。